# Élections européennes de 2004 en France
Les élections européennes de 2004 se sont déroulées les 12 et 13 juin 2004 en France.
Ces élections ont permis d'élire les députés siégeant au Parlement européen.
La France a battu son record d'abstention pour une élection, avec seulement 42,76 % de votants, et s'est traduit par une victoire des socialistes, aux dépens des petits partis. L'Union pour un mouvement populaire, l'Union pour la démocratie française et le Front national augmentent légèrement leur nombre de députés.

## Mode de scrutin
Les députés européens représentant la France sont élus au scrutin proportionnel à un tour par circonscription, le seuil de répartition des sièges étant de 5 % des suffrages exprimés. Dans la plupart des circonscriptions (celles de 10 sièges), un siège représente toutefois environ 10 % des suffrages exprimés de la circonscription.
Pour ces élections, huit circonscriptions électorales ont été créées en 2003 sur la base de grandes régions. Le scrutin a eu lieu suivant les procédures électorales françaises.

Répartition des sièges par circonscription.

La répartition des 78 sièges à pourvoir entre les 8 circonscriptions interrégionales est la suivante :
- Nord-Ouest (Basse-Normandie, Haute-Normandie, Nord-Pas-de-Calais, Picardie) : 12
- Ouest (Bretagne, Pays de la Loire, Poitou-Charentes) : 10
- Est (Alsace, Bourgogne, Champagne-Ardenne, Franche-Comté, Lorraine) : 10
- Massif central - Centre (Auvergne, Centre, Limousin) : 6
- Sud-Ouest (Aquitaine, Languedoc-Roussillon, Midi-Pyrénées) : 10
- Sud-Est (Corse, Provence-Alpes-Côte d'Azur, Rhône-Alpes) : 13
- Île-de-France : 14
- Outre-Mer : 3

## Résultats nationaux

### Par parti
| Partis et coalitions     | Partis et coalitions                                                              | Voix       | %     | Sièges | +/-           |
| ------------------------ | --------------------------------------------------------------------------------- | ---------- | ----- | ------ | ------------- |
|                          | Parti socialiste (PS)                                                             | 4 960 756  | 28,90 | 31     | 9             |
|                          | Union pour un mouvement populaire (UMP)                                           | 2 856 368  | 16,64 | 17     | 5             |
|                          | Union pour la démocratie française (UDF)                                          | 2 053 446  | 11,96 | 11     | 2             |
|                          | Front national (FN)                                                               | 1 684 947  | 9,81  | 7      | 2             |
|                          | Les Verts (LV)                                                                    | 1 271 394  | 7,41  | 6      | 3             |
|                          | Mouvement pour la France (MPF)                                                    | 1 145 839  | 6,67  | 3      | Nv.           |
|                          | Parti communiste français et alliés ultramarins (PCF)                             | 1 009 976  | 5,88  | 3      | 3             |
|                          | Lutte ouvrière - Ligue communiste révolutionnaire (LO-LCR)                        | 440 134    | 2,56  | 0      | 5             |
|                          | Chasse, pêche, nature et traditions (CPNT)                                        | 297 273    | 1,73  | 0      | 6             |
|                          | Rassemblement pour la France (RPF)                                                | 291 234    | 1,70  | 0      | 13            |
|                          | La France d'en bas (LFDB)                                                         | 266 538    | 1,55  | 0      | Nv.           |
|                          | Rassemblement des contribuables français (RCF)                                    | 147 943    | 0,86  | 0      | en stagnation |
|                          | Parti des travailleurs (PT)                                                       | 131 434    | 0,77  | 0      | Nv.           |
|                          | Parti radical de gauche (PRG)                                                     | 121 573    | 0,71  | 0      | Nv.           |
|                          | Citoyenneté, action, participation pour le XXIe siècle (Cap21)                    | 98 700     | 0,57  | 0      | Nv.           |
|                          | Union pour un mouvement populaire dissident (UMP diss.)                           | 79 529     | 0,46  | 0      | Nv.           |
|                          | Mouvement écologiste indépendant (MEI)                                            | 61 457     | 0,36  | 0      | en stagnation |
|                          | Mouvement national républicain (MNR)                                              | 53 606     | 0,31  | 0      | en stagnation |
|                          | Automobiliste vache à lait ras le bol                                             | 52 376     | 0,31  | 0      | Nv.           |
|                          | Coordination des appels pour une paix juste au Proche-Orient (CAPJPO)             | 50 037     | 0,29  | 0      | Nv.           |
|                          | Vivre mieux avec l'Europe (VMAE)                                                  | 26 950     | 0,16  | 0      | Nv.           |
|                          | Europe Démocratie Espéranto (EDE)                                                 | 25 067     | 0,15  | 0      | Nv.           |
|                          | Les régionalistes : Occitanie - Catalogne - Euskadi                               | 9 249      | 0,05  | 0      | Nv.           |
|                          | La Terre, sinon rien...                                                           | 6 222      | 0,04  | 0      | Nv.           |
|                          | Alliance royale (AR)                                                              | 5 248      | 0,03  | 0      | Nv.           |
|                          | Herritarren zerrenda (HZ)                                                         | 5 157      | 0,03  | 0      | Nv.           |
|                          | Fédération pour une nouvelle solidarité (FNS)                                     | 3 129      | 0,02  | 0      | Nv.           |
|                          | Diversité pour l'Europe (DPE)                                                     | 2 807      | 0,02  | 0      | Nv.           |
|                          | Non au racisme en Europe en France et outre-mer                                   | 2 578      | 0,02  | 0      | Nv.           |
|                          | Parti fédéraliste (PF)                                                            | 1 890      | 0,01  | 0      | en stagnation |
|                          | Nous sommes tous Européens                                                        | 1 210      | 0,01  | 0      | Nv.           |
|                          | Ligue savoisienne (LS)                                                            | 1 155      | 0,01  | 0      | Nv.           |
|                          | Union française pour la cohésion nationale                                        | 865        | 0,01  | 0      | Nv.           |
|                          | Action pour tous                                                                  | 359        | 0,00  | 0      | Nv.           |
|                          | Parti des socioprofessionnels (PSP)                                               | 300        | 0,00  | 0      | Nv.           |
|                          | Pôle des libertés (PDL)                                                           | 175        | 0,00  | 0      | Nv.           |
|                          | Jus cogens                                                                        | 160        | 0,00  | 0      | Nv.           |
|                          | Parti humaniste (PH)                                                              | 158        | 0,00  | 0      | en stagnation |
|                          | France unie des travailleurs salariés et indépendants (FUTSI)                     | 119        | 0,00  | 0      | Nv.           |
|                          | Pour une France indépendante, écologique et solidaire dans une Europe des nations | 0          | 0,00  | 0      | Nv.           |
|                          |                                                                                   |            |       |        |               |
| Suffrages exprimés       | Suffrages exprimés                                                                | 17 167 358 | 96,70 |        |               |
| Votes blancs et nuls     | Votes blancs et nuls                                                              | 585 245    | 3,30  |        |               |
| Total                    | Total                                                                             | 17 752 603 | 100   | 78     | 9             |
| Abstention               | Abstention                                                                        | 23 765 992 | 57,24 |        |               |
| Inscrits / participation | Inscrits / participation                                                          | 41 518 595 | 42,76 |        |               |

### Par nuance
| Nuance                   | Nuance                              | Nuance                   | Voix       | %     | Sièges |
| ------------------------ | ----------------------------------- | ------------------------ | ---------- | ----- | ------ |
|                          | Parti socialiste                    | PS                       | 4 960 756  | 28,90 | 31     |
|                          | Union pour un mouvement populaire   | UMP                      | 2 856 368  | 16,64 | 17     |
|                          | Union pour la démocratie française  | UDF                      | 2 053 446  | 11,96 | 11     |
|                          | Front national                      | FN                       | 1 684 947  | 9,81  | 7      |
|                          | Divers droite                       | DD                       | 1 516 777  | 8,84  | 3      |
|                          | Les Verts                           | VE                       | 1 271 394  | 7,41  | 6      |
|                          | Parti communiste français           | PC                       | 900 447    | 5,25  | 2      |
|                          | Divers                              | DV                       | 587 734    | 3,42  | 0      |
|                          | Extrême gauche                      | XG                       | 571 568    | 3,33  | 0      |
|                          | Chasse, pêche, nature et traditions | CP                       | 297 273    | 1,73  | 0      |
|                          | Divers gauche                       | DG                       | 231 102    | 1,35  | 1      |
|                          | Écologiste                          | EC                       | 166 379    | 0,97  | 0      |
|                          | Extrême droite                      | XD                       | 53 606     | 0,31  | 0      |
|                          | Régionaliste                        | RG                       | 15 561     | 0,09  | 0      |
|                          |                                     |                          |            |       |        |
| Suffrages exprimés       | Suffrages exprimés                  | Suffrages exprimés       | 17 167 358 | 96,70 |        |
| Votes blancs et nuls     | Votes blancs et nuls                | Votes blancs et nuls     | 585 245    | 3,30  |        |
| Total                    | Total                               | Total                    | 17 752 603 | 100   | 78     |
| Abstention               | Abstention                          | Abstention               | 23 765 992 | 57,24 |        |
| Inscrits / participation | Inscrits / participation            | Inscrits / participation | 41 518 595 | 42,76 |        |

### Élus
| Circonscription         | PS (PSE) | UMP (PPE-DE) | UDF (ADLE) | FN (NI) | LV (Verts/ALE) | MPF/RIF (IND/DEM) | PCF/PCR (GUE/NGL) |
| ----------------------- | -------- | ------------ | ---------- | ------- | -------------- | ----------------- | ----------------- |
| Circonscription         |          |              |            |         |                |                   |                   |
| Nord-Ouest              | 5        | 2            | 1          | 2       | 1              | 0                 | 1                 |
| Ouest                   | 5        | 2            | 1          | 0       | 1              | 1                 | 0                 |
| Est                     | 4        | 2            | 2          | 1       | 1              | 0                 | 0                 |
| Massif central - Centre | 3        | 2            | 1          | 0       | 0              | 0                 | 0                 |
| Sud-Ouest               | 4        | 2            | 2          | 1       | 1              | 0                 | 0                 |
| Sud-Est                 | 4        | 3            | 2          | 2       | 1              | 1                 | 0                 |
| Île-de-France           | 5        | 3            | 2          | 1       | 1              | 1                 | 1                 |
| Outre-Mer               | 1        | 1            | 0          | 0       | 0              | 0                 | 1                 |
| Total                   | 31       | 17           | 11         | 7       | 6              | 3                 | 3                 |

## Résultats par circonscription

### Nord-Ouest
| Tête de liste                                                                     | Tête de liste            | Liste                               | Voix      | %     | Siège |
| --------------------------------------------------------------------------------- | ------------------------ | ----------------------------------- | --------- | ----- | ----- |
|                                                                                   | Henri Weber              | Parti socialiste                    | 772 317   | 29,98 | 5     |
| Et maintenant, l'Europe sociale                                                   |                          |                                     | 772 317   | 29,98 | 5     |
|                                                                                   | Tokia Saïfi              | Union pour un mouvement populaire   | 343 354   | 13,33 | 2     |
| Avec l'Europe, voyons la France en grand !                                        |                          |                                     | 343 354   | 13,33 | 2     |
|                                                                                   | Carl Lang                | Front national                      | 331 342   | 12,86 | 2     |
| Liste Front national soutenue par Jean-Marie Le Pen                               |                          |                                     | 331 342   | 12,86 | 2     |
|                                                                                   | Jean-Louis Bourlanges    | Union pour la démocratie française  | 292 220   | 11,34 | 1     |
| UDF-Europe                                                                        |                          |                                     | 292 220   | 11,34 | 1     |
|                                                                                   | Hélène Flautre           | Les Verts                           | 176 002   | 6,83  | 1     |
| L'écologie, Les Verts - Parti Vert européen                                       |                          |                                     | 176 002   | 6,83  | 1     |
|                                                                                   | Jacky Hénin              | Parti communiste français           | 175 095   | 6,80  | 1     |
| Avec les communistes, une autre voie pour une autre Europe                        |                          |                                     | 175 095   | 6,80  | 1     |
|                                                                                   | Yves Butel               | Divers droite (MPF)                 | 153 316   | 5,95  | 0     |
| Philippe de Villiers                                                              |                          |                                     | 153 316   | 5,95  | 0     |
|                                                                                   | Didier Vergy             | Chasse, pêche, nature et traditions | 75 994    | 2,95  | 0     |
| CPNT Pour la France qu'on aime, l'Europe des différences                          |                          |                                     | 75 994    | 2,95  | 0     |
|                                                                                   | Nicole Baudrin           | Extrême gauche (LO - LCR)           | 74 606    | 2,90  | 0     |
| Liste LO-LCR, soutenue par Arlette Laguiller et Olivier Besancenot                |                          |                                     | 74 606    | 2,90  | 0     |
|                                                                                   | Patrice Hernu            | Divers droite (RPF)                 | 49 615    | 1,93  | 0     |
| Pasqua, la France en tête                                                         |                          |                                     | 49 615    | 1,93  | 0     |
|                                                                                   | Jean-Paul Sueur          | Divers (LFDB)                       | 44 253    | 1,72  | 0     |
| La France d'en bas                                                                |                          |                                     | 44 253    | 1,72  | 0     |
|                                                                                   | Dominique Reitzman       | Extrême gauche (PT)                 | 30 344    | 1,18  | 0     |
| Parti des travailleurs                                                            |                          |                                     | 30 344    | 1,18  | 0     |
|                                                                                   | Isabelle Kurzyk          | Divers (RCF)                        | 26 826    | 1,04  | 0     |
| Moins d'impôts, gérer utilement, l'emploi pour tous M.I.G.U.E.T.                  |                          |                                     | 26 826    | 1,04  | 0     |
|                                                                                   | Julien Duquenne          | Divers gauche (PRG)                 | 23 443    | 0,91  | 0     |
| Oui à l'Europe fraternelle                                                        |                          |                                     | 23 443    | 0,91  | 0     |
|                                                                                   | Françoise Pacaud         | Divers (VMAE)                       | 5 875     | 0,23  | 0     |
| Vivre mieux avec l'Europe                                                         |                          |                                     | 5 875     | 0,23  | 0     |
|                                                                                   | Pierre Van Ommeslaeghe   | Divers (AR)                         | 787       | 0,03  | 0     |
| Alliance royale                                                                   |                          |                                     | 787       | 0,03  | 0     |
|                                                                                   | Bertrand Hugon           | Divers (EDE)                        | 753       | 0,03  | 0     |
| Europe Démocratie Espéranto                                                       |                          |                                     | 753       | 0,03  | 0     |
|                                                                                   | Yves Gernigon            | Divers (PF)                         | 201       | 0,01  | 0     |
| www.jevoteautrement.com                                                           |                          |                                     | 201       | 0,01  | 0     |
|                                                                                   | Gérald Auger             | Divers                              | 0         | 0,00  | 0     |
| Pour une France indépendante, écologique et solidaire dans une Europe des nations |                          |                                     | 0         | 0,00  | 0     |
|                                                                                   |                          |                                     |           |       |       |
| Suffrages exprimés                                                                | Suffrages exprimés       | Suffrages exprimés                  | 2 576 343 | 96,48 |       |
| Votes blancs et nuls                                                              | Votes blancs et nuls     | Votes blancs et nuls                | 94 023    | 3,52  |       |
| Total                                                                             | Total                    | Total                               | 2 670 366 | 100   | 12    |
| Abstention                                                                        | Abstention               | Abstention                          | 3 669 850 | 57,88 |       |
| Inscrits / participation                                                          | Inscrits / participation | Inscrits / participation            | 6 340 216 | 41,12 |       |

| Parti | Parti | Nom                                                                                   | Groupe       |
| ----- | ----- | ------------------------------------------------------------------------------------- | ------------ |
|       | PS    | Henri Weber Vincent Peillon Marie-Noëlle Lienemann Brigitte Douay Jean-Louis Cottigny | PSE          |
|       | UMP   | Tokia Saïfi Jean-Paul Gauzès                                                          | PPE-DE       |
|       | FN    | Carl Lang Fernand Le Rachinel                                                         | Non-inscrits |
|       | UDF   | Jean-Louis Bourlanges                                                                 | ADLE         |
|       | LV    | Hélène Flautre                                                                        | Verts/ALE    |
|       | PCF   | Jacky Hénin                                                                           | GUE/NGL      |

### Ouest
| Tête de liste | Tête de liste             | Liste                               | Voix      | %     | Sièges |
| --- | ------------------------- | ----------------------------------- | --------- | ----- | ------ |
| | Bernard Poignant          | Parti socialiste                    | 789 168   | 30,93 | 5      |
| Et maintenant, l'Europe sociale |                           |                                     | 789 168   | 30,93 | 5      |
| | Roselyne Bachelot         | Union pour un mouvement populaire   | 377 984   | 14,81 | 2      |
| Avec l'Europe, voyons la France en grand !                                                                                              |                           |                                     | 377 984   | 14,81 | 2      |
| | Philippe de Villiers      | Divers droite (MPF)                 | 315 481   | 12,36 | 1      |
| Philippe de Villiers |                           |                                     | 315 481   | 12,36 | 1      |
| | Philippe Morillon         | Union pour la démocratie française  | 298 871   | 11,71 | 1      |
| UDF-Europe |                           |                                     | 298 871   | 11,71 | 1      |
| | Marie-Hélène Aubert       | Les Verts (RPS - UDB)               | 195 546   | 7,66  | 1      |
| L'écologie, Les Verts - Parti Vert européen                                                                                             |                           |                                     | 195 546   | 7,66  | 1      |
| | Samuel Maréchal           | Front national                      | 143 494   | 5,62  | 0      |
| Liste Front national, soutenue par Jean-Marie Le Pen conduite par Samuel Maréchal                                                       |                           |                                     | 143 494   | 5,62  | 0      |
| | Patrick Le Hyaric         | Parti communiste français           | 104 632   | 4,10  | 0      |
| La gauche utile et combative, pour une Europe de progrès social                                                                         |                           |                                     | 104 632   | 4,10  | 0      |
| | Michel Hunault            | Divers droite (UMP diss. - GE)      | 79 529    | 3,12  | 0      |
| L'Ouest au cœur |                           |                                     | 79 529    | 3,12  | 0      |
| | Hélène Defrance           | Extrême gauche (LO - LCR)           | 58 800    | 2,30  | 0      |
| Liste LO-LCR, soutenue par Arlette Laguiller et Olivier Besancenot                                                                      |                           |                                     | 58 800    | 2,30  | 0      |
| | Jo Le Guen                | Divers gauche (PRG)                 | 55 890    | 2,19  | 0      |
| Oui, à l'Europe solidaire |                           |                                     | 55 890    | 2,19  | 0      |
| | Fabrice Sanchez           | Chasse, pêche, nature et traditions | 50 825    | 1,99  | 0      |
| CPNT Pour la France qu'on aime, l'Europe des différences                                                                                |                           |                                     | 50 825    | 1,99  | 0      |
| | Ludovic Rey-Robert        | Divers (LFDB)                       | 33 787    | 1,32  | 0      |
| La France d'en bas |                           |                                     | 33 787    | 1,32  | 0      |
| | Jean Bolen                | Divers (RCF)                        | 19 074    | 0,75  | 0      |
| Moins d'impôts, gérer utilement, l'emploi pour tous M.I.G.U.E.T.                                                                        |                           |                                     | 19 074    | 0,75  | 0      |
| | François Le Pivert        | Extrême gauche (PT)                 | 18 361    | 0,72  | 0      |
| Parti des travailleurs |                           |                                     | 18 361    | 0,72  | 0      |
| | Denis-Serge Clopeau       | Divers (EDE)                        | 4 910     | 0,19  | 0      |
| Europe Démocratie Espéranto |                           |                                     | 4 910     | 0,19  | 0      |
| | Thomas Bidou              | Divers (VMAE)                       | 3 112     | 0,12  | 0      |
| Vivre mieux avec l'Europe |                           |                                     | 3 112     | 0,12  | 0      |
| | Ingrid Doimi de Frankopan | Divers (AR)                         | 1 874     | 0,07  | 0      |
| Alliance royale |                           |                                     | 1 874     | 0,07  | 0      |
| | Michel Le Tallec          | Divers (PF)                         | 305       | 0,01  | 0      |
| www.jevoteautrement.com |                           |                                     | 305       | 0,01  | 0      |
| | Fabrice Restier           | Divers (PSP)                        | 78        | 0,00  | 0      |
| Parti des socioprofessionnels |                           |                                     | 78        | 0,00  | 0      |
| | Josiane Guillemin-Lugué   | Divers (FUTSI)                      | 76        | 0,00  | 0      |
| France unie des travailleurs salariés et indépendants                                                                                   |                           |                                     | 76        | 0,00  | 0      |
| | Joël Montenot             | Divers droite (PDL)                 | 66        | 0,00  | 0      |
| Liste F.R.A.N.C.E. (Forces libérales de rassemblement anti-fédéraliste pour la nation et pour une confédération européenne des patries) |                           |                                     | 66        | 0,00  | 0      |
| |                           |                                     |           |       |        |
| Suffrages exprimés | Suffrages exprimés        | Suffrages exprimés                  | 2 551 863 | 96,78 |        |
| Votes blancs et nuls | Votes blancs et nuls      | Votes blancs et nuls                | 84 886    | 3,22  |        |
| Total | Total                     | Total                               | 2 636 749 | 100   | 10     |
| Abstention | Abstention                | Abstention                          | 3 207 715 | 54,88 |        |
| Inscrits / participation | Inscrits / participation  | Inscrits / participation            | 5 844 464 | 45,12 |        |

| Parti | Parti | Nom                                                                                         | Groupe    |
| ----- | ----- | ------------------------------------------------------------------------------------------- | --------- |
|       | PS    | Bernard Poignant Marie-Line Reynaud Yannick Vaugrenard Bernadette Vergnaud Stéphane Le Foll | PSE       |
|       | UMP   | Roselyne Bachelot Ambroise Guellec                                                          | PPE-DE    |
|       | MPF   | Philippe de Villiers                                                                        | IND/DEM   |
|       | UDF   | Philippe Morillon                                                                           | ADLE      |
|       | LV    | Marie-Hélène Aubert                                                                         | Verts/ALE |

### Est
| Tête de liste | Tête de liste            | Liste                              | Voix      | %     | Sièges |
| --- | ------------------------ | ---------------------------------- | --------- | ----- | ------ |
| | Pierre Moscovici         | Parti socialiste                   | 631 989   | 28,41 | 4      |
| Et maintenant, l'Europe sociale                                                                                                  |                          |                                    | 631 989   | 28,41 | 4      |
| | Joseph Daul              | Union pour un mouvement populaire  | 391 929   | 17,62 | 2      |
| Avec l'Europe, voyons la France en grand !                                                                                       |                          |                                    | 391 929   | 17,62 | 2      |
| | Nathalie Griesbeck       | Union pour la démocratie française | 275 932   | 12,40 | 2      |
| UDF-Europe |                          |                                    | 275 932   | 12,40 | 2      |
| | Bruno Gollnisch          | Front national                     | 270 852   | 12,17 | 1      |
| Front national soutenue par Jean-Marie Le Pen                                                                                    |                          |                                    | 270 852   | 12,17 | 1      |
| | Marie-Anne Isler-Béguin  | Les Verts                          | 142 196   | 6,39  | 1      |
| L'écologie, Les Verts - Parti Vert européen                                                                                      |                          |                                    | 142 196   | 6,39  | 1      |
| | Jean-Louis Millet        | Divers droite (MPF)                | 130 921   | 5,88  | 0      |
| Philippe de Villiers |                          |                                    | 130 921   | 5,88  | 0      |
| | Fabienne Pourre          | Parti communiste français          | 64 804    | 2,91  | 0      |
| L'Europe oui ! Mais pas celle-là ! De la rue aux urnes, l'Europe pour et avec les peuples avec le soutien de Marie-George Buffet |                          |                                    | 64 804    | 2,91  | 0      |
| | Antoine Waechter         | Écologiste (MEI - GE)              | 61 457    | 2,76  | 0      |
| Les écologistes |                          |                                    | 61 457    | 2,76  | 0      |
| | Christianne Nimsgern     | Extrême gauche (LO - LCR)          | 54 424    | 2,45  | 0      |
| Liste LO-LCR, soutenue par Arlette Laguiller et Olivier Besancenot                                                               |                          |                                    | 54 424    | 2,45  | 0      |
| | Dominique Marcinek       | Divers                             | 52 376    | 2,35  | 0      |
| Automobiliste vache à lait ras le bol. Liste apolitique conduite par Dominique Marcinek                                          |                          |                                    | 52 376    | 2,35  | 0      |
| | Pierre Monzani           | Divers droite (RPF)                | 44 260    | 1,99  | 0      |
| Pasqua, la France en tête |                          |                                    | 44 260    | 1,99  | 0      |
| | Patrick Merck            | Divers (LFDB)                      | 40 031    | 1,80  | 0      |
| Liste des candidats du parti de La France d'en bas                                                                               |                          |                                    | 40 031    | 1,80  | 0      |
| | Patrick Roher            | Divers (RCF)                       | 21 546    | 0,97  | 0      |
| Moins d'impôts, gérer utilement, l'emploi pour tous M.I.G.U.E.T.                                                                 |                          |                                    | 21 546    | 0,97  | 0      |
| | Georges Hoffmann         | Extrême gauche (PT)                | 18 436    | 0,83  | 0      |
| Parti des travailleurs |                          |                                    | 18 436    | 0,83  | 0      |
| | Bruno Mégret             | Extrême droite (MNR)               | 13 890    | 0,62  | 0      |
| Europe oui, Turquie non ! pour une Europe indépendante et puissante - la vraie droite - liste conduite par Bruno Mégret          |                          |                                    | 13 890    | 0,62  | 0      |
| | Bruno Schmitt            | Divers (EDE)                       | 5 341     | 0,24  | 0      |
| Europe Démocratie Espéranto |                          |                                    | 5 341     | 0,24  | 0      |
| | Micheline Étienne        | Divers (VMAE)                      | 3 480     | 0,16  | 0      |
| Vivre mieux avec l'Europe |                          |                                    | 3 480     | 0,16  | 0      |
| | Sandrine Pico            | Divers (AR)                        | 499       | 0,02  | 0      |
| Alliance royale |                          |                                    | 499       | 0,02  | 0      |
| | Jean-Philippe Allenbach  | Divers (PF)                        | 417       | 0,02  | 0      |
| www.jevoteautrement.com |                          |                                    | 417       | 0,02  | 0      |
| | Olivier Lambeaux         | Divers (PSP)                       | 96        | 0,00  | 0      |
| Parti des socioprofessionnels |                          |                                    | 96        | 0,00  | 0      |
| |                          |                                    |           |       |        |
| Suffrages exprimés | Suffrages exprimés       | Suffrages exprimés                 | 2 224 876 | 96,52 |        |
| Votes blancs et nuls | Votes blancs et nuls     | Votes blancs et nuls               | 80 332    | 3,48  |        |
| Total | Total                    | Total                              | 2 305 208 | 100   | 10     |
| Abstention | Abstention               | Abstention                         | 3 334 475 | 59,13 |        |
| Inscrits / participation | Inscrits / participation | Inscrits / participation           | 5 639 683 | 40,87 |        |

| Parti | Parti | Nom                                                             | Groupe       |
| ----- | ----- | --------------------------------------------------------------- | ------------ |
|       | PS    | Pierre Moscovici Catherine Trautmann Adeline Hazan Benoît Hamon | PSE          |
|       | UMP   | Joseph Daul Véronique Mathieu                                   | PPE-DE       |
|       | UDF   | Nathalie Griesbeck Jean Marie Beaupuy                           | ADLE         |
|       | FN    | Bruno Gollnisch                                                 | Non-inscrits |
|       | LV    | Marie-Anne Isler-Béguin                                         | Verts/ALE    |

### Massif central - Centre
| Tête de liste | Tête de liste             | Liste                               | Voix      | %     | Sièges |
| --- | ------------------------- | ----------------------------------- | --------- | ----- | ------ |
| | Catherine Guy-Quint       | Parti socialiste                    | 440 249   | 31,23 | 3      |
| Et maintenant, l'Europe sociale |                           |                                     | 440 249   | 31,23 | 3      |
| | Brice Hortefeux           | Union pour un mouvement populaire   | 287 085   | 20,36 | 2      |
| Avec l'Europe, voyons la France en grand !                                                                                              |                           |                                     | 287 085   | 20,36 | 2      |
| | Janelly Fourtou           | Union pour la démocratie française  | 140 477   | 9,96  | 1      |
| UDF-Europe |                           |                                     | 140 477   | 9,96  | 1      |
| | Jean Verdon               | Front national                      | 135 929   | 9,64  | 0      |
| Liste Front national soutenue par Jean-Marie Le Pen conduite par Jean Verdon                                                            |                           |                                     | 135 929   | 9,64  | 0      |
| | Guillaume Peltier         | Divers droite (MPF)                 | 93 301    | 6,62  | 0      |
| Philippe de Villiers |                           |                                     | 93 301    | 6,62  | 0      |
| | Dominique Normand         | Les Verts (POC)                     | 88 457    | 6,27  | 0      |
| L'écologie, Les Verts - Parti Vert européen                                                                                             |                           |                                     | 88 457    | 6,27  | 0      |
| | Daniel Geneste            | Parti communiste français           | 87 654    | 6,22  | 0      |
| L'Europe oui ! Mais pas celle-là ! De la rue aux urnes, l'Europe pour et avec les peuples                                               |                           |                                     | 87 654    | 6,22  | 0      |
| | Anne Leclerc              | Extrême gauche (LCR - LO)           | 38 070    | 2,70  | 0      |
| Liste LCR-LO, soutenue par Olivier Besancenot et Arlette Laguiller                                                                      |                           |                                     | 38 070    | 2,70  | 0      |
| | Françoise Lavergne        | Chasse, pêche, nature et traditions | 33 995    | 2,41  | 0      |
| CPNT Pour la France qu'on aime, l'Europe des différences                                                                                |                           |                                     | 33 995    | 2,41  | 0      |
| | Isabelle Velasque         | Divers (LFDB)                       | 25 965    | 1,84  | 0      |
| La France d'en bas |                           |                                     | 25 965    | 1,84  | 0      |
| | Martine Talon             | Divers (RCF)                        | 15 000    | 1,06  | 0      |
| Moins d'impôts, gérer utilement, l'emploi pour tous M.I.G.U.E.T.                                                                        |                           |                                     | 15 000    | 1,06  | 0      |
| | Dominique Maillot         | Extrême gauche (PT)                 | 12 809    | 0,91  | 0      |
| Parti des travailleurs |                           |                                     | 12 809    | 0,91  | 0      |
| | Claude Jaffrès            | Extrême droite (MNR)                | 5 443     | 0,39  | 0      |
| Europe oui, Turquie non ! Pour une Europe indépendante et puissante - la vraie droite - liste conduite par Claude Jaffrès               |                           |                                     | 5 443     | 0,39  | 0      |
| | Nicolle Gaudry            | Divers (VMAE)                       | 2 785     | 0,20  | 0      |
| Vivre mieux avec l'Europe |                           |                                     | 2 785     | 0,20  | 0      |
| | Jean-Paul Tonnieau        | Divers (EDE)                        | 2 159     | 0,15  | 0      |
| Europe Démocratie Espéranto |                           |                                     | 2 159     | 0,15  | 0      |
| | Gérard de Villèle         | Divers (AR)                         | 284       | 0,02  | 0      |
| Alliance royale |                           |                                     | 284       | 0,02  | 0      |
| | Nicolas-Salvatore Magillo | Divers (PF)                         | 102       | 0,01  | 0      |
| www.jevoteautrement.com |                           |                                     | 102       | 0,01  | 0      |
| | Thomas Le Bauzec          | Divers droite (PDL)                 | 57        | 0,01  | 0      |
| Liste F.R.A.N.C.E. (Forces libérales de rassemblement anti-fédéraliste pour la nation et pour une confédération européenne des patries) |                           |                                     | 57        | 0,01  | 0      |
| |                           |                                     |           |       |        |
| Suffrages exprimés | Suffrages exprimés        | Suffrages exprimés                  | 1 409 821 | 96,02 |        |
| Votes blancs et nuls | Votes blancs et nuls      | Votes blancs et nuls                | 58 500    | 3,98  |        |
| Total | Total                     | Total                               | 1 468 321 | 100   | 6      |
| Abstention | Abstention                | Abstention                          | 1 767 622 | 54,62 |        |
| Inscrits / participation | Inscrits / participation  | Inscrits / participation            | 3 235 943 | 45,38 |        |

| Parti | Parti | Nom                                                  | Groupe |
| ----- | ----- | ---------------------------------------------------- | ------ |
|       | PS    | Catherine Guy-Quint André Laignel Bernadette Bourzai | PSE    |
|       | UMP   | Brice Hortefeux Marie-Hélène Descamps                | PPE-DE |
|       | UDF   | Janelly Fourtou                                      | ADLE   |

### Sud-Ouest
| Tête de liste | Tête de liste            | Liste                                                             | Voix      | %     | Sièges |
| --- | ------------------------ | ----------------------------------------------------------------- | --------- | ----- | ------ |
| | Kader Arif               | Parti socialiste                                                  | 777 678   | 30,85 | 4      |
| Et maintenant, l'Europe sociale |                          |                                                                   | 777 678   | 30,85 | 4      |
| | Alain Lamassoure         | Union pour un mouvement populaire                                 | 382 719   | 15,18 | 2      |
| Avec l'Europe, voyons la France en grand !                                                                                              |                          |                                                                   | 382 719   | 15,18 | 2      |
| | Jean-Marie Cavada        | Union pour la démocratie française                                | 333 828   | 13,24 | 2      |
| UDF-Europe |                          |                                                                   | 333 828   | 13,24 | 2      |
| | Jean-Claude Martinez     | Front national                                                    | 220 764   | 8,76  | 1      |
| Liste Front national soutenue par Jean-Marie Le Pen conduite par Jean-Claude Martinez                                                   |                          |                                                                   | 220 764   | 8,76  | 1      |
| | Gérard Onesta            | Les Verts (RPS - AB - POC - BC)                                   | 209 621   | 8,31  | 1      |
| L'écologie, Les Verts - Parti Vert européen                                                                                             |                          |                                                                   | 209 621   | 8,31  | 1      |
| | Catherine Polo           | Parti communiste français (MARS)                                  | 162 854   | 6,46  | 0      |
| L'Europe oui ! Mais pas celle-là ! De la rue aux urnes, l'Europe pour et avec les peuples avec le soutien de Marie-George Buffet        |                          |                                                                   | 162 854   | 6,46  | 0      |
| | Pierre Leconte           | Divers droite (MPF)                                               | 116 173   | 4,61  | 0      |
| Philippe de Villiers |                          |                                                                   | 116 173   | 4,61  | 0      |
| | Robert Lafite            | Chasse, pêche, nature et traditions                               | 86 588    | 3,43  | 0      |
| CPNT Pour la France qu'on aime, l'Europe des différences                                                                                |                          |                                                                   | 86 588    | 3,43  | 0      |
| | Alain Krivine            | Extrême gauche (LCR - LO)                                         | 65 073    | 2,58  | 0      |
| Liste LCR-LO, soutenue par Olivier Besancenot et Arlette Laguiller                                                                      |                          |                                                                   | 65 073    | 2,58  | 0      |
| | William Abitbol          | Divers droite (RPF)                                               | 51 834    | 2,06  | 0      |
| Pasqua, la France en tête |                          |                                                                   | 51 834    | 2,06  | 0      |
| | Jean-Pierre Garrigues    | Divers (LFDB)                                                     | 42 011    | 1,67  | 0      |
| La France d'en bas |                          |                                                                   | 42 011    | 1,67  | 0      |
| | Sylvette Chevalier       | Extrême gauche (PT)                                               | 20 761    | 0,82  | 0      |
| Parti des travailleurs |                          |                                                                   | 20 761    | 0,82  | 0      |
| | Philippe Roy             | Divers (RCF)                                                      | 20 550    | 0,82  | 0      |
| Moins d'impôts, gérer utilement, l'emploi pour tous M.I.G.U.E.T.                                                                        |                          |                                                                   | 20 550    | 0,82  | 0      |
| | Christian Lacour         | Régionaliste (PROC - PNO - UO - UNIR - CDCNGR - PNO - CRPO - C&E) | 9 249     | 0,37  | 0      |
| Les régionalistes : Occitanie - Catalogne - Euskadi                                                                                     |                          |                                                                   | 9 249     | 0,37  | 0      |
| | Séverine Souville        | Extrême droite (MNR)                                              | 8 131     | 0,32  | 0      |
| Europe oui, Turquie non ! Pour une Europe indépendante et puissante - la vraie droite - liste conduite par Séverine Souville            |                          |                                                                   | 8 131     | 0,32  | 0      |
| | Mirentchu Laco           | Régionaliste (HZ)                                                 | 5 157     | 0,20  | 0      |
| Herritarren zerrenda |                          |                                                                   | 5 157     | 0,20  | 0      |
| | Nadine Langhi            | Divers (VMAE)                                                     | 3 666     | 0,15  | 0      |
| Vivre mieux avec l'Europe |                          |                                                                   | 3 666     | 0,15  | 0      |
| | Thierry Saladin          | Divers (EDE)                                                      | 3 611     | 0,14  | 0      |
| Europe Démocratie Espéranto |                          |                                                                   | 3 611     | 0,14  | 0      |
| | Ousmane Cissé            | Divers (DPE)                                                      | 395       | 0,02  | 0      |
| Diversité pour l'Europe Sud-Ouest |                          |                                                                   | 395       | 0,02  | 0      |
| | Christian Joubert        | Divers                                                            | 160       | 0,01  | 0      |
| Jus cogens |                          |                                                                   | 160       | 0,01  | 0      |
| | Ahmed Mansouri           | Divers (PF)                                                       | 83        | 0,00  | 0      |
| www.jevoteautrement.com |                          |                                                                   | 83        | 0,00  | 0      |
| | Marc-Alexandre Boyer     | Divers (AR)                                                       | 82        | 0,00  | 0      |
| Alliance royale |                          |                                                                   | 82        | 0,00  | 0      |
| | Rudi Sordes              | Divers (PSP)                                                      | 69        | 0,00  | 0      |
| Parti des socioprofessionnels |                          |                                                                   | 69        | 0,00  | 0      |
| | Françoise Baritel        | Divers (PH)                                                       | 58        | 0,00  | 0      |
| Parti humaniste |                          |                                                                   | 58        | 0,00  | 0      |
| | Denise Scheiwiller       | Divers droite (PDL)                                               | 9         | 0,00  | 0      |
| Liste F.R.A.N.C.E. (Forces libérales de rassemblement anti-fédéraliste pour la nation et pour une Confédération européenne des patries) |                          |                                                                   | 9         | 0,00  | 0      |
| | Élisabeth Patry          | Divers (FUTSI)                                                    | 8         | 0,00  | 0      |
| France unie des travailleurs salariés et indépendants                                                                                   |                          |                                                                   | 8         | 0,00  | 0      |
| |                          |                                                                   |           |       |        |
| Suffrages exprimés | Suffrages exprimés       | Suffrages exprimés                                                | 2 521 132 | 95,73 |        |
| Votes blancs et nuls | Votes blancs et nuls     | Votes blancs et nuls                                              | 112 331   | 4,27  |        |
| Total | Total                    | Total                                                             | 2 633 463 | 100   | 10     |
| Abstention | Abstention               | Abstention                                                        | 3 142 077 | 54,40 |        |
| Inscrits / participation | Inscrits / participation | Inscrits / participation                                          | 5 775 540 | 45,60 |        |

| Parti | Parti | Nom                                                        | Groupe       |
| ----- | ----- | ---------------------------------------------------------- | ------------ |
|       | PS    | Kader Arif Françoise Castex Robert Navarro Béatrice Patrie | PSE          |
|       | UMP   | Alain Lamassoure Christine de Veyrac                       | PPE-DE       |
|       | UDF   | Jean-Marie Cavada Anne Laperrouze                          | ADLE         |
|       | FN    | Jean-Claude Martinez                                       | Non-inscrits |
|       | LV    | Gérard Onesta                                              | Verts/ALE    |

### Sud-Est
| Tête de liste | Tête de liste            | Liste                               | Voix      | %     | Élus |
| --- | ------------------------ | ----------------------------------- | --------- | ----- | ---- |
| | Michel Rocard            | Parti socialiste                    | 791 871   | 28,62 | 4    |
| Et maintenant, l'Europe sociale |                          |                                     | 791 871   | 28,62 | 4    |
| | Françoise Grossetête     | Union pour un mouvement populaire   | 490 049   | 17,71 | 3    |
| Avec l'Europe, voyons la France en grand !                                                                                              |                          |                                     | 490 049   | 17,71 | 3    |
| | Jean-Marie Le Pen        | Front national                      | 336 899   | 12,18 | 2    |
| Liste conduite par Jean-Marie Le Pen |                          |                                     | 336 899   | 12,18 | 2    |
| | Thierry Cornillet        | Union pour la démocratie française  | 326 796   | 11,81 | 2    |
| UDF-Europe |                          |                                     | 326 796   | 11,81 | 2    |
| | Jean-Luc Bennahmias      | Les Verts (RPS - PNC)               | 221 332   | 8,00  | 1    |
| L'écologie, Les Verts - Parti Vert européen                                                                                             |                          |                                     | 221 332   | 8,00  | 1    |
| | Patrick Louis            | Divers droite (MPF)                 | 170 074   | 6,15  | 1    |
| Philippe de Villiers |                          |                                     | 170 074   | 6,15  | 1    |
| | Manuela Gomez            | Parti communiste français (MARS)    | 140 097   | 5,06  | 0    |
| L'Europe oui, mais pas celle-là ! De la rue aux urnes, l'Europe pour et avec les peuples avec le soutien de Marie-George Buffet         |                          |                                     | 140 097   | 5,06  | 0    |
| | Roseline Vachetta        | Extrême gauche (LCR - LO)           | 65 630    | 2,37  | 0    |
| Liste LCR-LO, soutenue par Olivier Besancenot et Arlette Laguiller                                                                      |                          |                                     | 65 630    | 2,37  | 0    |
| | Jean-Charles Marchiani   | Divers droite (RPF)                 | 60 124    | 2,17  | 0    |
| Pasqua, la France en tête |                          |                                     | 60 124    | 2,17  | 0    |
| | Aline Vidal-Daumas       | Chasse, pêche, nature et traditions | 49 871    | 1,80  | 0    |
| CPNT Pour la France qu'on aime, l'Europe des différences                                                                                |                          |                                     | 49 871    | 1,80  | 0    |
| | Jean-Marc Governatori    | Divers (LFDB)                       | 45 314    | 1,64  | 0    |
| La France d'en bas |                          |                                     | 45 314    | 1,64  | 0    |
| | Véronique Delage         | Divers (RCF)                        | 24 049    | 0,87  | 0    |
| Moins d'impôts, gérer utilement, l'emploi pour tous M.I.G.U.E.T.                                                                        |                          |                                     | 24 049    | 0,87  | 0    |
| | Alain Vauzelle           | Extrême droite (MNR)                | 18 437    | 0,67  | 0    |
| Europe oui, Turquie non ! Pour une Europe indépendante et puissante - la vraie droite - liste conduite par Alain Vauzelle               |                          |                                     | 18 437    | 0,67  | 0    |
| | Odile Mirguet            | Extrême gauche (PT)                 | 16 635    | 0,60  | 0    |
| Parti des travailleurs |                          |                                     | 16 635    | 0,60  | 0    |
| | Cyprien Laurelli         | Divers (VMAE)                       | 3 896     | 0,14  | 0    |
| Vivre mieux avec l'Europe |                          |                                     | 3 896     | 0,14  | 0    |
| | Christian Garino         | Divers (EDE)                        | 2 528     | 0,09  | 0    |
| Europe Démocratie Espéranto |                          |                                     | 2 528     | 0,09  | 0    |
| | Evelyne Anthoine         | Régionaliste (LS)                   | 1 155     | 0,04  | 0    |
| A.L.P.E. (Alliance pour la liberté des peuples d'Europe)                                                                                |                          |                                     | 1 155     | 0,04  | 0    |
| | Rosalie Kerdo            | Divers (DPE)                        | 936       | 0,03  | 0    |
| Diversité pour l'Europe |                          |                                     | 936       | 0,03  | 0    |
| | Christian Audic          | Divers (AR)                         | 432       | 0,02  | 0    |
| Alliance royale |                          |                                     | 432       | 0,02  | 0    |
| | Philippe Sanmartin       | Divers (PF)                         | 212       | 0,01  | 0    |
| www.jevoteautrement.com |                          |                                     | 212       | 0,01  | 0    |
| | Patrice Lalouette        | Divers droite (PDL)                 | 35        | 0,00  | 0    |
| Liste F.R.A.N.C.E. (Forces libérales de rassemblement anti-fédéraliste pour la nation et pour une Confédération européenne des patries) |                          |                                     | 35        | 0,00  | 0    |
| | Marc Fraysse             | Divers (FUTSI)                      | 35        | 0,00  | 0    |
| France unie des travailleurs salariés et indépendants                                                                                   |                          |                                     | 35        | 0,00  | 0    |
| |                          |                                     |           |       |      |
| Suffrages exprimés | Suffrages exprimés       | Suffrages exprimés                  | 2 766 407 | 97,33 |      |
| Votes blancs et nuls | Votes blancs et nuls     | Votes blancs et nuls                | 75 972    | 2,67  |      |
| Total | Total                    | Total                               | 2 842 379 | 100   | 13   |
| Abstention | Abstention               | Abstention                          | 4 197 755 | 59,63 |      |
| Inscrits / participation | Inscrits / participation | Inscrits / participation            | 7 040 134 | 40,37 |      |

| Parti | Parti | Nom                                                         | Groupe       |
| ----- | ----- | ----------------------------------------------------------- | ------------ |
|       | PS    | Michel Rocard Martine Roure Guy Bono Marie-Arlette Carlotti | PSE          |
|       | UMP   | Françoise Grossetête Ari Vatanen Dominique Vlasto           | PPE-DE       |
|       | FN    | Jean-Marie Le Pen Lydia Schénardi                           | Non-inscrits |
|       | UDF   | Thierry Cornillet Claire Gibault                            | ADLE         |
|       | LV    | Jean-Luc Bennahmias                                         | Verts/ALE    |
|       | MPF   | Patrick Louis                                               | IND/DEM      |

### Île-de-France
| Tête de liste | Tête de liste              | Liste                                 | Voix      | %     | Élus |
| --- | -------------------------- | ------------------------------------- | --------- | ----- | ---- |
| | Harlem Désir               | Parti socialiste                      | 685 193   | 25,03 | 5    |
| Et maintenant, l'Europe sociale |                            |                                       | 685 193   | 25,03 | 5    |
| | Patrick Gaubert            | Union pour un mouvement populaire     | 487 186   | 17,80 | 3    |
| Avec l'Europe, voyons la France en grand !                                                                                              |                            |                                       | 487 186   | 17,80 | 3    |
| | Marielle de Sarnez         | Union pour la démocratie française    | 345 700   | 12,63 | 2    |
| UDF-Europe |                            |                                       | 345 700   | 12,63 | 2    |
| | Marine Le Pen              | Front national                        | 234 893   | 8,58  | 1    |
| Liste Front national conduite par Marine Le Pen pour faire respecter en Europe les droits, les intérêts et la souveraineté de la France |                            |                                       | 234 893   | 8,58  | 1    |
| | Alain Lipietz              | Les Verts                             | 205 480   | 7,51  | 1    |
| L'écologie, Les Verts - Parti Vert européen                                                                                             |                            |                                       | 205 480   | 7,51  | 1    |
| | Paul-Marie Coûteaux        | Divers droite (RIF - MPF)             | 166 573   | 6,08  | 1    |
| Philippe de Villiers |                            |                                       | 166 573   | 6,08  | 1    |
| | Francis Wurtz              | Parti communiste français (AC - MARS) | 165 311   | 6,04  | 1    |
| L'Europe oui. Mais pas celle-là ! La gauche populaire et citoyenne                                                                      |                            |                                       | 165 311   | 6,04  | 1    |
| | Corinne Lepage             | Écologiste (Cap21)                    | 98 700    | 3,61  | 0    |
| Europe citoyenne et écologique présentée par Corinne Lepage                                                                             |                            |                                       | 98 700    | 3,61  | 0    |
| | Charles Pasqua             | Divers droite (RPF)                   | 82 282    | 3,01  | 0    |
| Pasqua, la France en tête |                            |                                       | 82 282    | 3,01  | 0    |
| | Olivier Besancenot         | Extrême gauche (LCR - LO)             | 76 110    | 2,78  | 0    |
| Liste Ligue communiste révolutionnaire-Lutte ouvrière                                                                                   |                            |                                       | 76 110    | 2,78  | 0    |
| | Christophe Oberlin         | Divers (CAPJPO)                       | 50 037    | 1,83  | 0    |
| Euro-Palestine |                            |                                       | 50 037    | 1,83  | 0    |
| | Christiane Taubira         | Divers gauche (PRG)                   | 42 240    | 1,54  | 0    |
| Europe fraternelle |                            |                                       | 42 240    | 1,54  | 0    |
| | Bernard Ménez              | Divers (LFDB)                         | 35 177    | 1,29  | 0    |
| La France d'en bas |                            |                                       | 35 177    | 1,29  | 0    |
| | Nicolas Miguet             | Divers (RCF)                          | 16 885    | 0,62  | 0    |
| Moins d'impôts, gérer utilement, l'emploi pour tous M.I.G.U.E.T.                                                                        |                            |                                       | 16 885    | 0,62  | 0    |
| | Daniel Gluckstein          | Extrême gauche (PT)                   | 14 088    | 0,51  | 0    |
| Parti des travailleurs |                            |                                       | 14 088    | 0,51  | 0    |
| | Nicolas Bay                | Extrême droite (MNR)                  | 7 705     | 0,28  | 0    |
| Europe oui, Turquie non ! Pour une Europe indépendante et puissante - la vraie droite - liste conduite par Nicolas Bay                  |                            |                                       | 7 705     | 0,28  | 0    |
| | Françoise Castany          | Écologiste                            | 6 222     | 0,23  | 0    |
| La Terre, sinon rien... |                            |                                       | 6 222     | 0,23  | 0    |
| | Georges Kersaudy           | Divers (EDE)                          | 5 765     | 0,21  | 0    |
| Europe Démocratie Espéranto |                            |                                       | 5 765     | 0,21  | 0    |
| | Jacques Cheminade          | Divers (FNS)                          | 3 129     | 0,11  | 0    |
| Nouvelle Solidarité |                            |                                       | 3 129     | 0,11  | 0    |
| | Olivier Bidou              | Divers (VMAE)                         | 2 957     | 0,11  | 0    |
| Vivre mieux avec l'Europe |                            |                                       | 2 957     | 0,11  | 0    |
| | Gbown Dogad Dogoui         | Divers (DPE)                          | 1 476     | 0,05  | 0    |
| Diversité pour l'Europe |                            |                                       | 1 476     | 0,05  | 0    |
| | Yves-Marie Adeline         | Divers (AR)                           | 1 290     | 0,05  | 0    |
| Alliance royale |                            |                                       | 1 290     | 0,05  | 0    |
| | Samikannu Vijayarangan     | Divers                                | 1 210     | 0,04  | 0    |
| Nous sommes tous Européens |                            |                                       | 1 210     | 0,04  | 0    |
| | Faouzia Zebdi-Ghorab       | Divers                                | 865       | 0,03  | 0    |
| Union française pour la cohésion nationale                                                                                              |                            |                                       | 865       | 0,03  | 0    |
| | Christian Chavrier         | Divers (PF)                           | 528       | 0,02  | 0    |
| www.jevoteautrement.com |                            |                                       | 528       | 0,02  | 0    |
| | Abdelaziz Taïeb            | Divers                                | 359       | 0,01  | 0    |
| Action pour tous |                            |                                       | 359       | 0,01  | 0    |
| | Jean-Luc Guérard           | Divers (PH)                           | 100       | 0,00  | 0    |
| Parti humaniste |                            |                                       | 100       | 0,00  | 0    |
| | Victoria Huntzinger-Calmon | Divers (PSP)                          | 48        | 0,00  | 0    |
| Parti des socioprofessionnels |                            |                                       | 48        | 0,00  | 0    |
| |                            |                                       |           |       |      |
| Suffrages exprimés | Suffrages exprimés         | Suffrages exprimés                    | 2 737 509 | 97,86 |      |
| Votes blancs et nuls | Votes blancs et nuls       | Votes blancs et nuls                  | 59 890    | 2,14  |      |
| Total | Total                      | Total                                 | 2 797 399 | 100   | 14   |
| Abstention | Abstention                 | Abstention                            | 3 409 238 | 54,93 |      |
| Inscrits / participation | Inscrits / participation   | Inscrits / participation              | 6 206 637 | 45,07 |      |

| Parti | Parti | Nom                                                                      | Groupe       |
| ----- | ----- | ------------------------------------------------------------------------ | ------------ |
|       | PS    | Harlem Désir Pervenche Berès Anne Ferreira Gilles Savary Pierre Schapira | PSE          |
|       | UMP   | Patrick Gaubert Nicole Fontaine Jacques Toubon                           | PPE-DE       |
|       | UDF   | Marielle de Sarnez Bernard Lehideux                                      | ADLE         |
|       | FN    | Marine Le Pen                                                            | Non-inscrits |
|       | LV    | Alain Lipietz                                                            | Verts/ALE    |
|       | RIF   | Paul-Marie Coûteaux                                                      | IND/DEM      |
|       | PCF   | Francis Wurtz                                                            | GUE/NGL      |

### Outre-Mer
| Tête de liste | Tête de liste              | Liste                                                    | Voix      | %     | Élus |
| --- | -------------------------- | -------------------------------------------------------- | --------- | ----- | ---- |
| | Paul Vergès                | Divers gauche (PCR - PPM - GUSR - Walwari - MPM - NOETN) | 109 529   | 28,87 | 1    |
| Pour défendre l'outre-mer dans une Europe élargie Liste de l'Alliance conduite par Paul Vergès                                          |                            |                                                          | 109 529   | 28,87 | 1    |
| | Margie Sudre               | Union pour un mouvement populaire                        | 96 062    | 25,32 | 1    |
| Avec l'Europe, voyons la France en grand !                                                                                              |                            |                                                          | 96 062    | 25,32 | 1    |
| | Jean-Claude Fruteau        | Parti socialiste                                         | 72 291    | 19,05 | 1    |
| Et maintenant, l'Europe sociale |                            |                                                          | 72 291    | 19,05 | 1    |
| | Jean-Marcel Maran          | Union pour la démocratie française                       | 39 622    | 10,44 | 0    |
| UDF-Europe |                            |                                                          | 39 622    | 10,44 | 0    |
| | Harry Durimel              | Les Verts                                                | 32 760    | 8,63  | 0    |
| L'écologie, Les Verts - Parti Vert européen                                                                                             |                            |                                                          | 32 760    | 8,63  | 0    |
| | Huguette Fatna             | Front national                                           | 10 774    | 2,84  | 0    |
| Liste Front National soutenue par Jean-Marie Le Pen conduite par Huguette Fatna pour faire respecter l'outre-mer dans l'Europe          |                            |                                                          | 10 774    | 2,84  | 0    |
| | Ghislaine Joachim-Arnaud   | Extrême gauche (CO - LO - LCR)                           | 7 421     | 1,96  | 0    |
| Liste Lutte ouvrière soutenue par Arlette Laguiller                                                                                     |                            |                                                          | 7 421     | 1,96  | 0    |
| | Jean-Manuel Neves          | Divers (RCF)                                             | 4 013     | 1,06  | 0    |
| Moins d'impôts, gérer utilement, l'emploi pour tous M.I.G.U.E.T.                                                                        |                            |                                                          | 4 013     | 1,06  | 0    |
| | Jean Jean-Joseph           | Divers droite (RPF)                                      | 3 119     | 0,82  | 0    |
| Pasqua, la France en tête |                            |                                                          | 3 119     | 0,82  | 0    |
| | Bernard Law Waï            | Divers                                                   | 2 578     | 0,68  | 0    |
| Non au racisme en Europe en France et outre-mer                                                                                         |                            |                                                          | 2 578     | 0,68  | 0    |
| | André Fages                | Divers (VMAE)                                            | 1 179     | 0,31  | 0    |
| Vivre mieux avec l'Europe |                            |                                                          | 1 179     | 0,31  | 0    |
| | Lionel Guinault            | Divers (PF)                                              | 42        | 0,01  | 0    |
| www.jevoteautrement.com |                            |                                                          | 42        | 0,01  | 0    |
| | Francioli Dancrade         | Divers (PSP)                                             | 9         | 0,00  | 0    |
| Parti des socioprofessionnels |                            |                                                          | 9         | 0,00  | 0    |
| | Séverine Lallouette        | Divers droite (PDL)                                      | 8         | 0,00  | 0    |
| Liste F.R.A.N.C.E. (Forces libérales de rassemblement anti-fédéraliste pour la nation et pour une confédération européenne des patries) |                            |                                                          | 8         | 0,00  | 0    |
| | Nadine Dabancens Baillivet | Divers (LFDB)                                            | 0         | 0,00  | 0    |
| La France d'en bas |                            |                                                          | 0         | 0,00  | 0    |
| |                            |                                                          |           |       |      |
| Suffrages exprimés | Suffrages exprimés         | Suffrages exprimés                                       | 379 407   | 95,16 |      |
| Votes blancs et nuls | Votes blancs et nuls       | Votes blancs et nuls                                     | 19 311    | 4,84  |      |
| Total | Total                      | Total                                                    | 398 718   | 100   | 3    |
| Abstention | Abstention                 | Abstention                                               | 1 037 260 | 72,23 |      |
| Inscrits / participation | Inscrits / participation   | Inscrits / participation                                 | 1 435 978 | 27,77 |      |

| Parti | Parti | Nom                 | Groupe  |
| ----- | ----- | ------------------- | ------- |
|       | PCR   | Paul Vergès         | GUE/NGL |
|       | UMP   | Margie Sudre        | PPE-DE  |
|       | PS    | Jean-Claude Fruteau | PSE     |

## Analyse des résultats
Le premier point notable est l’abstention importante, en progression continue depuis 1979. Elle augmente encore de plus de quatre points par rapport aux précédentes élections en 1999. Le phénomène est néanmoins similaire dans les autres pays puisque le taux d’abstention européen avoisine les 55,5 %. Le scrutin voit une nette victoire de l'opposition de gauche qui capitalise plus de 42 % des suffrages exprimés. Cette réussite est principalement à mettre au crédit du Parti socialiste, qui arrive largement en tête avec 28,9 %, un score jamais atteint par un parti aux européennes depuis 1989 et l'alliance RPR-UDF emmenée par Valéry Giscard d'Estaing. Cette percée des socialistes se fait au détriment des Verts et dans de plus fortes proportions du Parti communiste français, qui passe de six à deux eurodéputés (sans compter l'élu ultramarin PCR), et de l'extrême gauche (LO/LCR) qui perd tous ses élus.
À droite, l'UMP regagne une partie des voix perdues en 1999 au profit de la liste Pasqua/De Villiers, mais est mis en difficulté dans son propre camp. L'UMP arrive certes en seconde position mais doit subir la concurrence de l'UDF de François Bayrou, en forte progression. Contrairement aux précédents scrutins européens, les souverainistes sont partis divisés. Philippe de Villiers et surtout Charles Pasqua font les frais de cette désunion. Le Front national profite quant à lui de la marginalisation de la scission mégrétiste pour reconquérir une partie des électeurs perdus en 1999, tandis que Chasse, pêche, nature et traditions connait un véritable effondrement et perd ses six élus.
Moins de deux mois après la débâcle des régionales, la majorité présidentielle de Jacques Chirac est donc à nouveau malmenée. L'UMP obtient deux millions de voix de moins que le PS. Jean-François Copé reprochera aux socialistes de ne pas avoir parlé d'Europe et d'avoir seulement appelé à sanctionner le gouvernement. Il défend ses résultats en affirmant qu'en Europe, tous les partis au pouvoir (sauf en Espagne) avaient été battus. Il tente un rapprochement avec François Bayrou, affirmant que l'on pouvait additionner les voix de l'UMP et de l'UDF. Une addition que récuse François Bayrou, préférant une UDF indépendante et refusant les amalgames.